# Eugen Bamberger
Eugen Bamberger (19 de juliol de 1857, Berlín, Prússia - 10 de desembre de 1932, Ponte Tresa, Suïssa) fou un químic orgànic alemany conegut per haver descobert el reordenament de Bamberger.

## Biografia
Bamberger inicià els estudis de medicina el 1875 a la Universitat de Berlín, però el següent any anà a estudiar a la Universitat de Heidelberg ciències naturals. Retornà després a Berlín el mateix any per especialitzar-se en química fins al 1880, any en el qual aconseguí el seu doctorat sota la direcció d'August Wilhelm von Hofmann. A continuació aconseguí un lloc d'ajudant de Karl Friedrich August Rammelsberg à Charlottenburg, i després d'Adolf von Baeyer à partir de 1883 a la Universitat de Múnic. El 1891 aconseguí ser professor d'aquesta universitat. Dos anys després, el 1893, fou nomenat professor de L'Escola Politècnica Federal de Zuric, ETH Zürich. El 1905 hagué d'abandonar la seva carrera professional degut a una neuropatia que li impedia controlar el seu braç dret. Continuà realitzant recerca amb un ajudant en un petit laboratori particular però hagué d'abandonar-la al cap de poc i es traslladà a Ponte Tresa.

## Obra
Bamberger s'interessà principalment dels processos químics, dels mecanismes de reacció de reaccions complexes i la seva separació en etapes. Descobrí una reacció de reordenament, el reordenament de Bamberger, reacció emprada en la síntesi de derivats de la para-hidroxilanilina a partir de fenilhidroxilamines.